# Michail Sinar

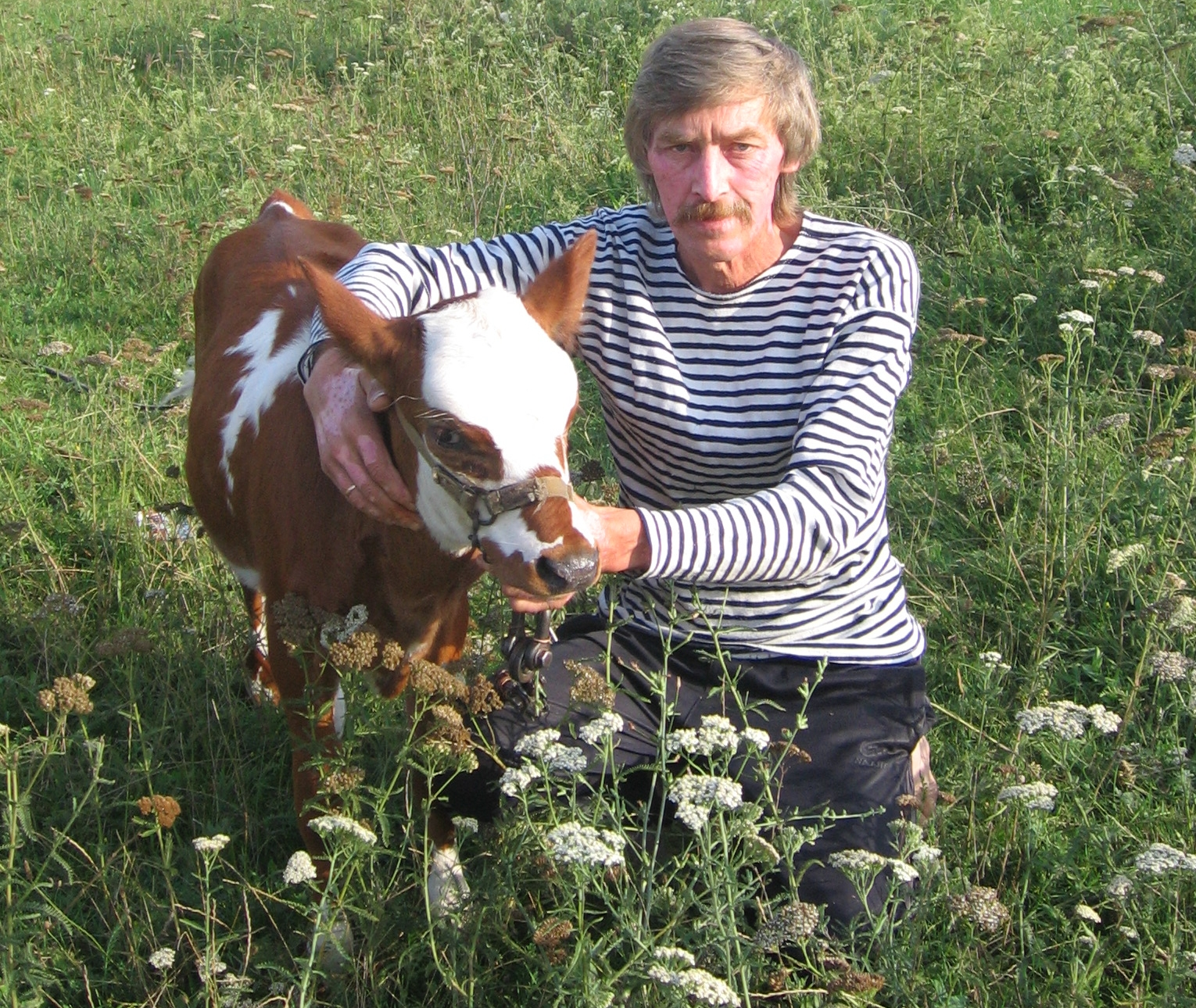
Michail Sinar, 2008

Michail Afanassjewitsch Sinar (ukrainisch Михайло Опанасович Зинар) (russisch Михаил Афанасьевич Зинар) (* 9. Mai 1951 in Hwosdawka Perscha; † 4. Februar 2021) war ein ukrainischer Schachkomponist. Er gilt neben Grigoriew als wichtigster Komponist von Bauernendspielen.

## Leben
Nach eigenen Aussagen wurde Sinar am 22. November 1950 geboren, in seinem Pass stand jedoch 9. Mai 1951.
Kindheit und Schuljahre erlebte er in Hwosdawka Perscha.

## Schachkomposition
|   | a | b | c | d | e | f | g | h |   |
| 8 |   |   |   |   |   |   |   |   | 8 |
| 7 |   |   |   |   |   |   |   |   | 7 |
| 6 |   |   |   |   |   |   |   |   | 6 |
| 5 |   |   |   |   |   |   |   |   | 5 |
| 4 |   |   |   |   |   |   |   |   | 4 |
| 3 |   |   |   |   |   |   |   |   | 3 |
| 2 |   |   |   |   |   |   |   |   | 2 |
| 1 |   |   |   |   |   |   |   |   | 1 |
|   | a | b | c | d | e | f | g | h |   |

Im Alter von 23 Jahren, damals noch in Feodossija wohnend, nahm Sinar erstmals – weniger als zwölf Monate nach dem Erscheinen von Bondarenkos Buch Etjud w peschetschnom okonchanii – an einem Kompositionsturnier der Zeitschrift Schachmaty w SSSR teil. Seine Studie zeigte ein Bauernendspiel mit der Lösung 1. Kd2–c2 Ke7–f7! 2. Kc2–b2! Kf7–g6 3. Kb2–a3!! Kg6–f6 4. Ka3–b3 Kf6–f5 5. Kb3–b4 Kf5–f4 6. Kb4–b5 Kf4–e3 7. Kb5–c4 Ke3–f3 8. Kc4xd4 Kf3–f4 9. Kd4–c3! Kf4–e3 10. Kc3–c4 Ke3–e2 11. Kc4–b5 und Weiß gewinnt. Er hat mehr als 250 Studien komponiert. Obwohl er bis auf wenige Ausnahmen lediglich Bauernendspiele komponierte, errang er damit einige Auszeichnungen. Häufig komponierte er Studien mit Unterverwandlungen und leistete dort Pionierarbeit. Auch mit dem Réti-Manöver beschäftigte er sich.
Obwohl am Brett nur Meisteranwärter, verfasste er in Juri Awerbachs Buch zu Bauernendspielen ein Kapitel, das den Systemen der Gegenfelder gewidmet ist. In seinem Vorwort zur russischen Ausgabe schreibt Awerbach: „Anders sähe dieses Kapitel veraltet aus.“ 1986 wurde Sinar der Titel Meisters des Sports der UdSSR verliehen.

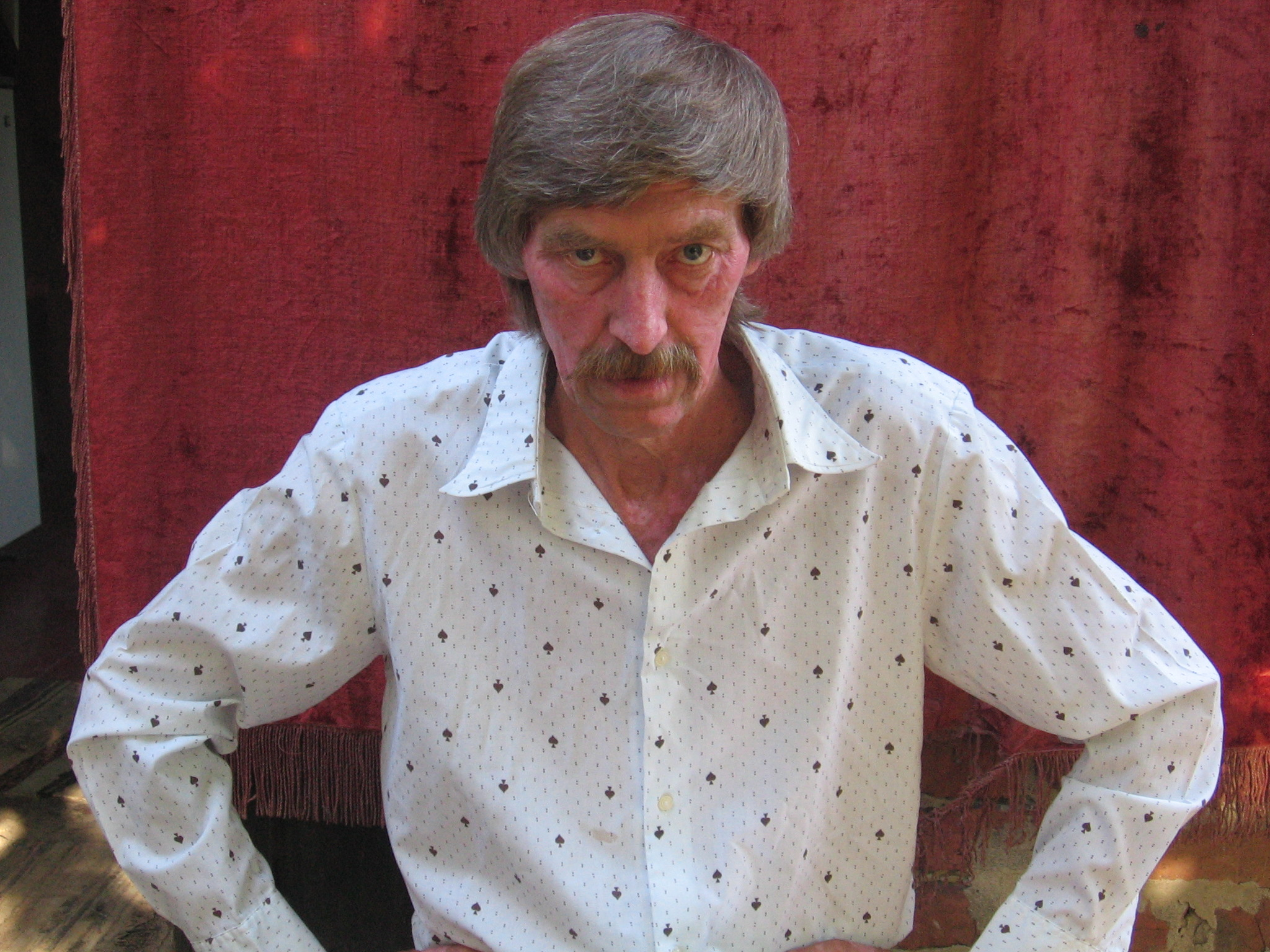
Michail Sinar

1990 hörte Sinar auf, Schachkompositionen zu publizieren. 1996 besuchte Sergei Tkatschenko Sinar in seinem damaligen Wohnort Hwosdawka Perscha, wie Tkatschenko in einem Gespräch mit Anatoli Georgijewitsch Kusnezow erfuhr, und fand heraus, dass der als Lehrer arbeitende Sinar mit seiner Familie am Existenzminimum lebte und somit nicht die Mittel dazu hatte. Durch politische Reibereien in Odessa, die zum Rückzug eines Finanziers führten, musste Tkatschenko ein nach dem Besuch begonnenes Projekt einstellen, durch das unter anderem Sinar finanzielle Unterstützung hätte erhalten sollen. Im Jahr 2000 publizierte Sinar letztmals eine Studie. Durch den plötzlichen Tod Kusnezows im Jahr 2000 liefen Bemühungen ins Leere, Kusnezow und Sinar zusammenarbeiten zu lassen. Kurze Zeit später gab es das Gerücht, dass Sinar ebenfalls verstorben sei.
2007 begann Tkatschenko, für einen Artikel Nachforschungen über Sinar anzustellen. Er rief in Hwosdawka Perscha an, worauf ihm mitgeteilt wurde, dass Sinar lebe, gesund sei und in der Schule arbeite. Später ist Sinar aktiv zur Schachkomposition zurückgekehrt. Er war auch Preisrichter in einem Studienturnier für Bauernendspiele.
Am 4. Februar 2021 verstarb Michail Sinar im 70. Lebensjahr.

## Werke
- M. A. Sinar; W. M. Artschakow: Garmonija peschetschnogo etjuda, Kiew, Radjanska schkola, 1990, ISBN 5-330-00853-0